# بيلي براينت
بيلي براينت (بالإنجليزية: Billy Bryant)‏ (26 نوفمبر 1913 بدورهام، إنجلترا في المملكة المتحدة - 25 ديسمبر 1975) هو لاعب كرة قدم بريطاني (وحمل سابقاً جنسية المملكة المتحدة لبريطانيا العظمى وأيرلندا) في مركز الهجوم. لعب مع برادفورد سيتي ومانشستر يونايتد ونادي ريكسهام ووولفرهامبتون واندررز ونادي تشستر سيتي ونادي ستاليبريدج سيلتيك ونادي ألترينتشام.